# Tiefenrausch
Tiefenrausch, auch Stickstoff- oder Inertgasnarkose genannt, ist ein rauschartiger Zustand, der durch Überdruck beim Tauchen ab ca. 30 m Tiefe auftreten kann.
Ein zu hoher Stickstoffpartialdruck kann aufgrund der starken Lipidlöslichkeit von Stickstoff Störungen des Zentralnervensystems auslösen. Beim Tiefenrausch gehen diese mit schweren kognitiven Einschränkungen und einer lebensbedrohlichen Euphorie einher.
Er wird durch sofortiges Aufsteigen in geringere Tiefe therapiert. Dabei kann, unabhängig vom Tiefenrausch, durch zu schnelles Auftauchen die Dekompressionskrankheit eintreten.

## Beschreibung
Obwohl mit Druckluft bereits Tiefen von über 100 Meter (bei Rekordversuchen sogar 133 Meter) erreicht wurden, sind im Allgemeinen erste Symptome bereits ab einem Stickstoffpartialdruck von 3,2 bar zu erwarten, was einer Tauchtiefe von ungefähr 30 Metern entspricht. Das Auftreten eines Tiefenrausches (genannt auch Überdruckkrankheit) hängt jedoch von der individuellen körperlichen Verfassung und dem aktuellen Zustand (Anstrengung, Stress, Gesundheit, Medikamenten- und Drogeneinfluss etc.) ab, weswegen grundsätzlich bereits ab einer Tiefe von 30 Metern erste Symptome auftreten können. Typische Erscheinungen einer Stickstoffnarkose sind ein eingeschränktes Urteilsvermögen und logisches Denken, auch was Gefahrensituationen angeht, sowie Euphorie oder Angst (z. B. Klaustrophobie), verändertes akustisches Empfinden, metallischer Geschmack, akustische Sinnestäuschungen und nach dem Tauchgang eine anhaltende Müdigkeit.
Ab Mitte der 1990er Jahre versuchte man im Sporttauchbereich den Anteil des Stickstoffs, der als wesentlicher Auslöser des Tiefenrauschs gilt, durch Erhöhung des Sauerstoffanteils im Atemgemisch zu verringern. Es zeigte sich allerdings keine wesentliche Verbesserung gegenüber Pressluft, zumal eine drastische Erhöhung des Sauerstoffanteils ungewünscht ist, da auch Sauerstoff bei entsprechendem Partialdruck toxisch wirkt (Paul-Bert-Effekt). Im Allgemeinen ist zur Ermittlung der narkotisierenden Wirkung eines Atemgases das Gascocktail-Prinzip anzuwenden; es wirken alle Gase im Atemgasgemisch, mehr oder minder. Dass etwa Nitrox als Safe Air vermarktet wird, ist im Hinblick auf die geringere Stickstoffsättigung und damit kürzeren Dekompressionszeiten zu verstehen und sollte nicht in Zusammenhang mit der Tiefenrauschproblematik gebracht werden.
Bessere Ergebnisse erzielt man durch das Ersetzen des Stickstoffs durch Gase mit geringerem narkotischen Potenzial, wie Helium (Heliox), Helium-Wasserstoff-Gemisch (Hydreliox) oder auch reinem Wasserstoff-Sauerstoff-Gemisch (Hydrox). Im technischen Tauchen wird für Tiefen ab etwa 40 Meter Trimix (Helium/Stickstoff/Sauerstoff) eingesetzt, beim kommerziellen Tauchen oft Heliox (Helium/Sauerstoff). Dabei wird eine niedrigere Narkotizität durch eine längere Dekompressionszeit erkauft, die dann durch Dekompression mit Reinsauerstoff, im kommerziellen Bereich in einer Druckkammer, kompensiert wird.
Die Bundeslehr- und Forschungsstätte der DLRG betreibt in Berlin eine Tieftauchsimulationsanlage, in der Sporttaucher unter sicheren Bedingungen Tiefenrauscherfahrungen sammeln können.

## Wirkmechanismus
Die erhöhte Löslichkeit von Stickstoff durch den höheren Partialdruck (Henry'sches Gesetz), führt zu einer noch stärkeren Anreicherung des eh schon lipophilen Stoffes in der Zellmembran. Durch die Gasmoleküle wird die Bewegung in der Lipidschicht gesteigert (Fluidisierung), was die Ionenkanäle und Rezeptoren in der Membran konformativ beeinflusst. Deren Öffnungs- und Schließverhalten verändert sich drastisch, was die Ionenleitfähigkeit ändert und die Signalweiterleitung stört.